# Viktor von Wright

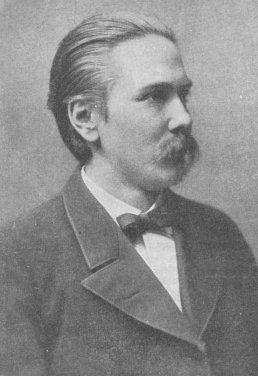
Viktor Julius von Wright

Viktor Julius von Wright, född 5 augusti 1856 i Kuopio socken, död 16 maj 1934 i Helsingfors, var en finländsk socialpolitiker och fabrikör. Han var brorson till Magnus von Wright.

## Biografi
Viktor von Wright var från 1879 innehavare av en vide- och rottingfabrik i Helsingfors. Under studieåren i Tyskland 1875–1878 hade han blivit förtrogen med de nya socialpolitiska strävandena under Otto von Bismarcks ledning och därigenom blivit övertygad om att arbetarnas förhållanden måste förbättras för att undvika en socialistisk omvälvning i Finland. Han ville därför särskilt verka för att främja arbetarnas bildningssträvanden. På hans initiativ bildades 1884 Helsingfors arbetarförening. Dess ordförande var han fram till 1894, då radikaliseringen av organisationen gjorde en vidare medverkan omöjlig för hans del. Den så kallade Wrightska eran inom arbetarrörelsen tog slut när von Wright också lämnade ordförandeposten i arbetardelegationen 1896, som var ett samarbetsorgan för ett trettiotal arbetarföreningar över hela Finland, som i fortsättningen kämpade för sin rätt under klasskampsparoller.
Viktor von Wright fortsatte emellertid att verka för förbättrandet av arbetarnas sociala villkor; han var bland annat initiativtagare till Anstalten för yrkenas främjande. Han var 1906–1918 ledamot av stadsfullmäktige i Helsingfors för Svenska folkpartiet.